# Марянув (Опатовський повіт)
Марянув (пол. Marianów) — село в Польщі, у гміні Іваніська Опатовського повіту Свентокшиського воєводства.
Населення — 208 осіб (2011).
У 1975-1998 роках село належало до Тарнобжезького воєводства.

## Демографія
Демографічна структура на день 31 березня 2011 року:
|          | Загалом | Допрацездатний вік | Працездатний вік | Постпрацездатний вік |
| -------- | ------- | ------------------ | ---------------- | -------------------- |
| Чоловіки | 116     | 20                 | 82               | 14                   |
| Жінки    | 92      | 17                 | 47               | 28                   |
| Разом    | 208     | 37                 | 129              | 42                   |